# Geflügelpest-Verordnung
Die Geflügelpest-Verordnung ist eine auf Grundlage des Tierseuchengesetzes erlassene Rechtsverordnung des deutschen Bundesministeriums für Ernährung, Landwirtschaft und Verbraucherschutzes, die Maßnahmen zum Schutz gegen die Geflügelpest vorgibt. In ihr sind u. a. die Stallpflicht und das Verbot von Schutzimpfungen geregelt sowie die Voraussetzungen, unter denen Geflügelausstellungen und Geflügelmärkte abgehalten werden dürfen.
Die Geflügelpest-Verordnung wurde im Jahr 2007 grundlegend neu gefasst. Sie beinhaltet seitdem auch die Vorschriften zum Schutz vor der Geflügelpest, die zuvor in anderen Rechtsverordnungen geregelt waren. Folgende Verordnungen wurden zum 23. Oktober 2007 durch die neue Geflügelpest-Verordnung aufgehoben:
- Verordnung zum Schutz gegen die Geflügelpest und die Newcastle-Krankheit (Geflügelpest-Verordnung) vom 20. Dezember 2005,
- Verordnung über Untersuchungen auf die Klassische Geflügelpest sowie zum Schutz vor der Verschleppung der Klassischen Geflügelpest (Geflügelpestschutzverordnung) vom 1. September 2005,
- Verordnung zur Aufstallung des Geflügels zum Schutz vor der Klassischen Geflügelpest (Geflügel-Aufstallungsverordnung) vom 9. Mai 2006,
- Nutzgeflügel-Geflügelpestschutzverordnung vom 10. August 2006,
- Wildvogel-Geflügelpestschutzverordnung vom 8. September 2006.

Mit der Neufassung wurde zugleich die Richtlinie 2005/94/EG des Rates vom 20. Dezember 2005 mit Gemeinschaftsmaßnahmen zur Bekämpfung der Aviären Influenza (ABl. EU 2006 Nr. L 10 S. 16) in deutsches Recht umgesetzt.